# Lijst van voetbalinterlands China - Portugal
Deze lijst van voetbalinterlands is een overzicht van alle officiële voetbalwedstrijden tussen de nationale teams van China en Portugal. De landen speelden tot op heden twee keer tegen elkaar, te beginnen met een vriendschappelijke wedstrijd op 25 mei 2002 in Macau. Het laatste duel, eveneens een vriendschappelijke wedstrijd, vond plaats in Coimbra op 3 maart 2010.

## Wedstrijden
| № | Plaats  | Datum        | Competitie        | Wedstrijd        | Uitslag |
| - | ------- | ------------ | ----------------- | ---------------- | ------- |
| 1 | Macau   | 25 mei 2002  | Vriendschappelijk | China – Portugal | 0 – 2   |
| 2 | Coimbra | 3 maart 2010 | Vriendschappelijk | Portugal – China | 2 – 0   |

## Samenvatting
| Competitie        | Totaal gespeeld | Winst China | Gelijk | Winst Portugal | Doelsaldo China – Portugal |
| ----------------- | --------------- | ----------- | ------ | -------------- | -------------------------- |
| Vriendschappelijk | 2               | 0           | 0      | 2              | 0 − 4                      |
| Totaal            | 2               | 0           | 0      | 2              | 0 − 4                      |

Wedstrijden bepaald door strafschoppen worden, in lijn met de FIFA, als een gelijkspel gerekend.

## Details

### Tweede ontmoeting
|                                                                                          |       |       |
| Portugal                                                                                 | 2 – 0 | China |
| Hugo Almeida 35' Liédson 90'                                                             | goals |       |
| - Debuut van Henrique Hilário (Chelsea FC) en Silvestre Varela (FC Porto) voor Portugal. |       |       |